# فيفاء (قبيلة)
الفيافيه وأحدهم «الفَيّفي» هي قبيلة عربية من خولان الشام الواقعة في جنوب السعودية تلقبة القبيلة باسم فَيّفاء (بفتح الفاء)، وهي مكونة من قسمين رئيسين وهم قبائل ال عبيد وال عطا من اليهانية نسبتاً لجدهم هاني بن خولان بن عمرو بن ألحاف بن قضاعة بن مالك بن حمير بن سبأ بن يشجب بن يعرب بن قحطان، تسكن هذه القبيلة جبال فيفاء وماحولها من السهول والأودية.

## أقسام قبيلة فيفاء
أولاً قبائل ال عبيد بن أحمد بن زنامة بن هاني بن خولان وتنقسم إلا قسمين:
وهم قبائل مغامر بن عبيد (آل مغامر): وتشمل قبائل المثيبي والخسافي والداثري والأبياتي والسلماني والعمامي.
قبائل عمر بن عبيد (آلبيتين): وتشمل قبائل العمري والدفري والظلمي.
ثانياَ: قبائل أولاد عطا بن أحمد بن زنامة بن هاني بن خولان وتنقسم إلا قسمين:
آل حجر: وتشمل قبائل المشنوي والحكمي والعبدلي والثويعي.
آل الصلت: وتشمل قبيلتين المدري والحربي.
ثالثاً قبائل آل شراحيل بن أحمد بن زنامة بن هاني بن خولان وفيهم جزء انتقل إلى تهامة وحالفوا الحرث.
رابعاً قبيلة الأشراف وهي حلفاً من خولان بن عامر أما نسباَ فهم يعودون لجدهم علي بن أبي طالب رضي الله عنه.
وفيفاء يتفرع منها حالياً 18 قبيلة كل قبيلة لها شيخ مستقل ثم لـ قبائل فيفاء كافه شيخ شمل أيضًَا.

## وصف سراة فيفاء وحدودها قديماً
ذكر المؤرخ الهمداني المتوفي في القرن الثالث هجرياً في كتاب صفة جزيرة العرب بوصف سراة خولان، قرية شهيرة في سراة فيفاء وهي قرية انافيه في جنوب بلاد فيفاء ولاتزال بأسمها ليومنا هذا وسكانها هم قبيلة ال مدر من فيفاء وقال البعض ان قرية أنافيه الحالية كانت مسمى جبال فيفاء قديماً، وذكر أيضًَا الكبسي (أنه توجه إلى بلاد فيفاء وهي أرض نازحة، متصلة ببلاد قحطان ومن التهائم إلى قرب وادي ضمد)، أما الحجري فقال أن بلاد فيفاء بلد واسع من بلاد خولان بن عمرو بن ألحاف، فنجد أن بلاد فيفاء قديماً كانت أوسع مماهي عليه اليوم بشكل واضح وكانت تشمل بلاد خولان الشام من بني مالك وال تليد وبلغازي وغيرهم حتى أستقر ذكرها حديثاً على حدود قبائل فيفاء المعروفه من السهل والوادي إلى أعالي الجبال الشاهقه.

## إسلام قبائل فيفاء
عند ظهور الإسلام أسلمت قبائل خولان كافه، وكانت قبائل فيفاء من ضمن قبائل خولان اللتي أسلمت في السنة العاشرة من الهجرة، حيث وصل وفد من قبائل خولان إلى الرسول معلناً له الدخول في الإسلام، وشارك مجموعة من أبناء قبائل خولان في الفتوحات الإسلامية ومن أشهرهم السمح بن مالك الخولاني.

### نبذة
أنشد أبو عمرو الشيباني المتوفي في القرن الأول هجرياً وهو أحد علماء اللغة العربية وأحد المهتمين بالشعر حيث جمع أشعاراً لأكثر من ثمانين قبيلة ومن من هذة الأشعار لـ فيفاء وقيل فيها :- واللة لو كنتم بأعلى تلعة من روس فيفاء أو رؤوس صماد لسمعتم من ثم وقع سيوفنا ضرباً بكل مهند جماد والله لايرعى قبيل بعدنا خضراً الرماد آمناً برشاد. 

## لهجة فيفاء
لـ فيفاء لهجة تاريخية مبنية على اللغة العربية القديمة، وقد وجد الباحثون أن معظم مفردات هذه اللهجة تنتمي لأصول اللغة العربية الفصحى، وهي لغة حميرية قحطانية عربية.

## شيخ شمل قبائل فيفاء
هو الشيخ علي بن حسن ال سنحان المثيبي المغامري الفيفي، وجده هو الشيخ علي بن يحيى الفيفي اللذي كان له وقفة شهيرة مع المؤسس في ترسيم الحدود السعودية، ودور كبير في ادخال اقليم قبايل خولان الشام إلى الحكم السعودي والتحاور مع مشايخ القبايل المجاورة وبعد لقاء امير قحطان بن دليم وامير فيفاء بن سنحان حيث قيمو الوضع السياسي لعدة دول محيطه حينها فوقع الرأي ان دولة ال سعود هي الأقوى والمرشحه للبقاء لأتسامها بالوفاء.

## عاصفة الحزم وقبائل فيفاء
في بادرة تؤكد على التعاون بين المواطن السعودي ورجال الأمن والقوات المسلحة، قامت قبائل فيفاء بالتطوع بعشرة الاف مواطن لمساندة الجيش السعودي وصد المتسلليين من الحدود السعودية.